# Parc de l'Amérique-Française
Pour les articles homonymes, voir Francophone (homonymie).
Le parc de l'Amérique-Française, auparavant le parc Claire-Fontaine, est un espace vert de Québec, au Canada, inauguré en 1979.

## Caractéristiques

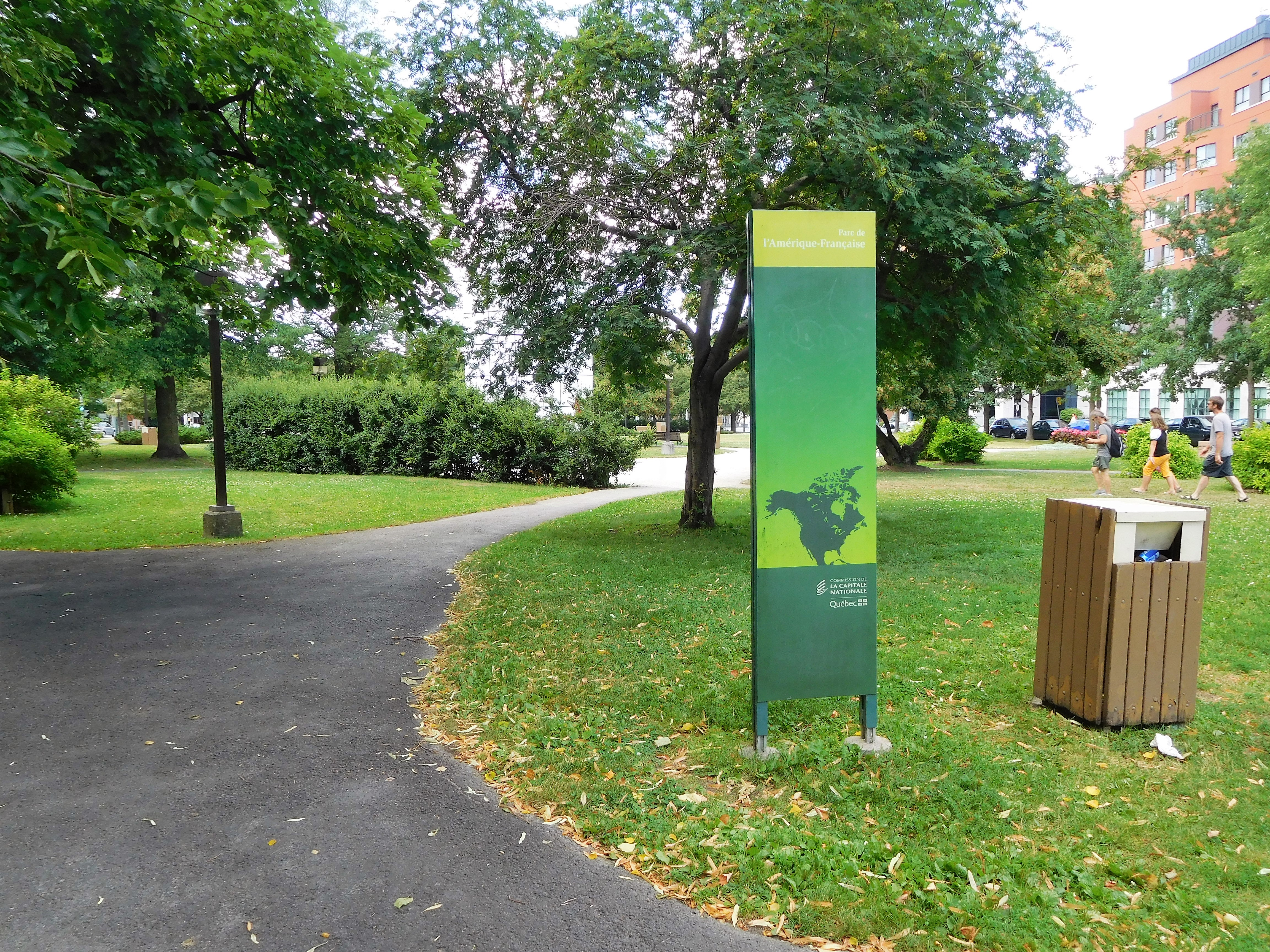
Sentier et panneau d'entrée au parc.

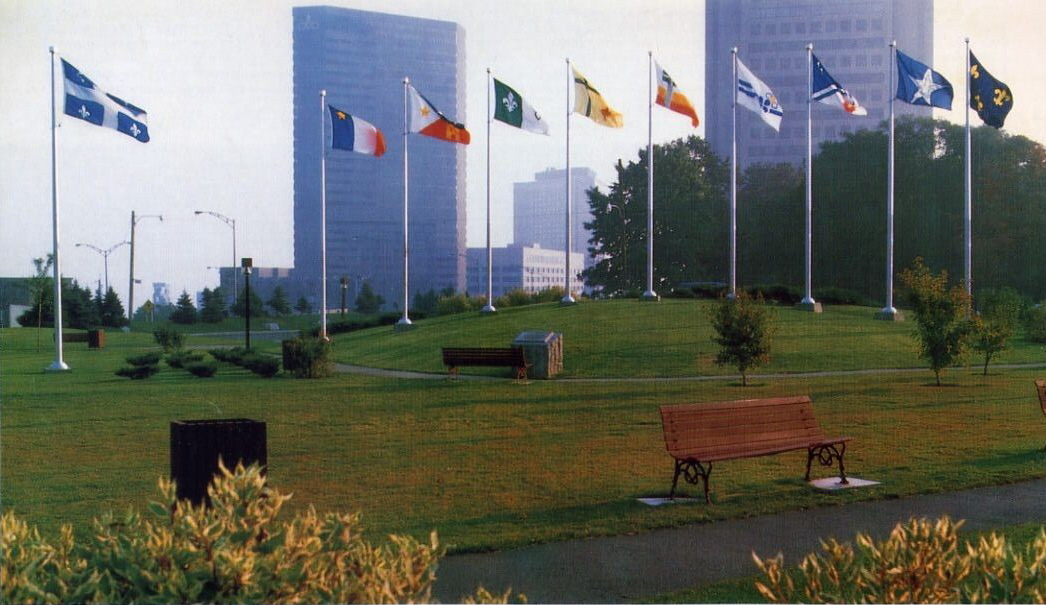
Le parc en 2010.

### Localisation
Le parc est un espace vert rectangulaire situé dans le quartier Saint-Jean-Baptiste de l'arrondissement de la Cité-Limoilou, dans la ville de Québec. Son adresse est le 50, rue de l'Amérique-Française. Outre la rue de son adresse, côté est, le parc est bordé par le boulevard René-Lévesque au nord, la rue de Claire-Fontaine à l'ouest et la rue Jacques-Parizeau, auparavant la rue Saint-Amable, au sud. Directement à l'ouest de celui-ci se situe le Grand Théâtre de Québec et à l'est se situe l'édifice Hector-Fabre, utilisé par le gouvernement du Québec et LaCapitale assurances.

### Généralités
Le parc est entouré sur ses quatre faces par des rangées d'arbres. Le parc est principalement fait pour la détente. On peut y retrouver des réverbères et des bancs, ainsi que des espaces pour l'élimination des déchets. On y retrouve aussi l'œuvre d'art public Autoportrait, par Jean-Pierre Reynaud, ainsi qu'une plaque commémorative dédiée aux communautés francophones d'Amérique.
Le parc est fermé de 23h à 5h. Les animaux son tolérés en laisse.

### Art public
Le parc en soi ne comprend qu'une seule œuvre d'art public, Autoportrait, par Jean-Pierre Reynaud. La sculpture en marbre a été inauguré le 7 mai 2018. Elle est une réplique de la statue Dialogue avec l'Histoire, du même artiste, détruite en 2015. Elle est cependant plus grande que l'œuvre détruite, mesurant 7,5 m de haut. Appartenant au collectionneur et avocat Marc Bellemare, la sculpture est érigée par la Commission de la capitale nationale pour 50 000 $ (CAD).
En face du parc, du côté du boulevard René-Lévesque, se situe le Monument aux Acadiens, dont le vrai nom est Vers la lumière, inauguré par la ville le 15 août 2002, en compagnie du premier ministre Bernard Landry et d'autres dignitaires québécois, canadiens et acadiens. Il représente un phare arborant les couleurs et l'étoile du drapeau acadien,.

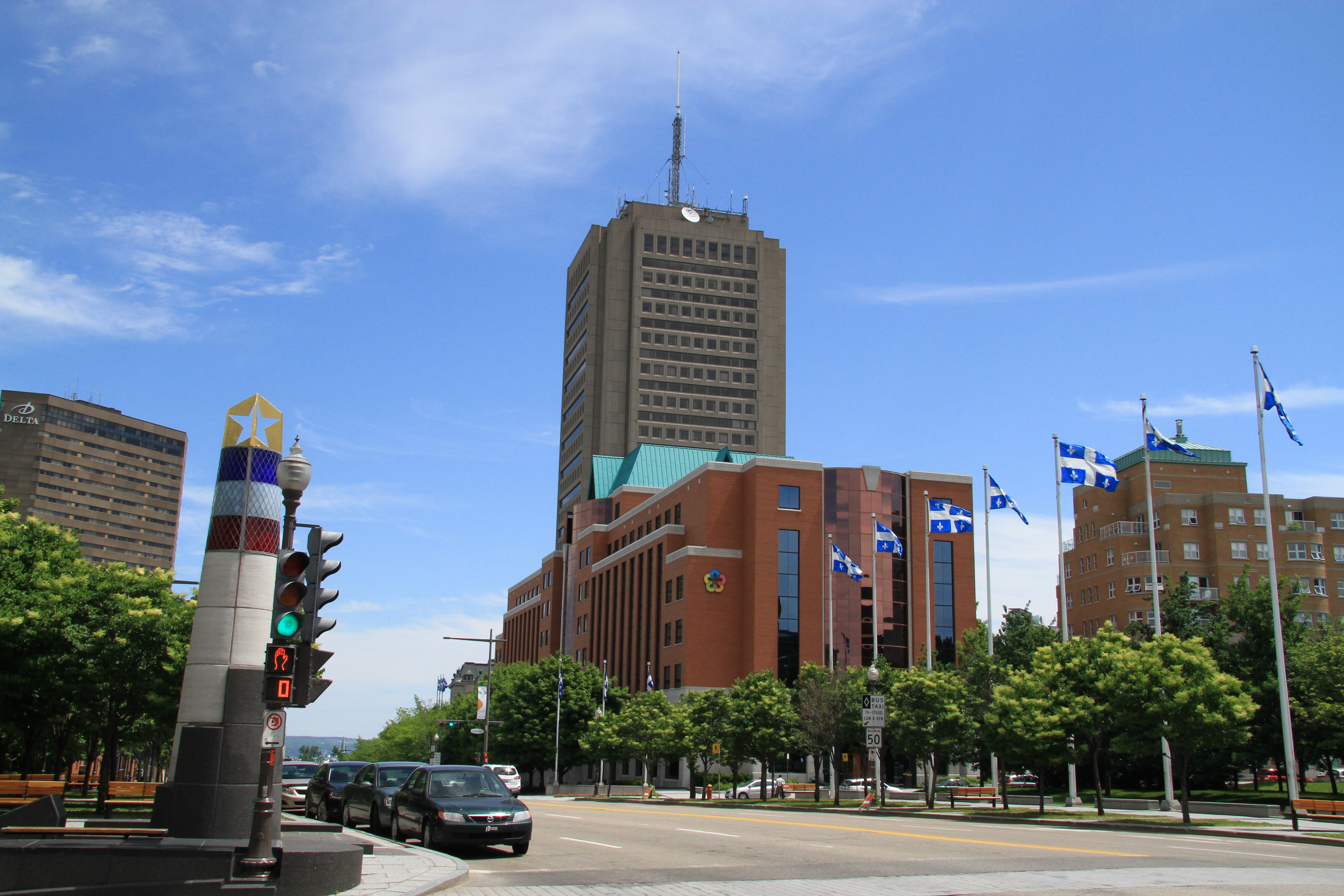
Le monument aux Acadiens, à gauche de l'image.
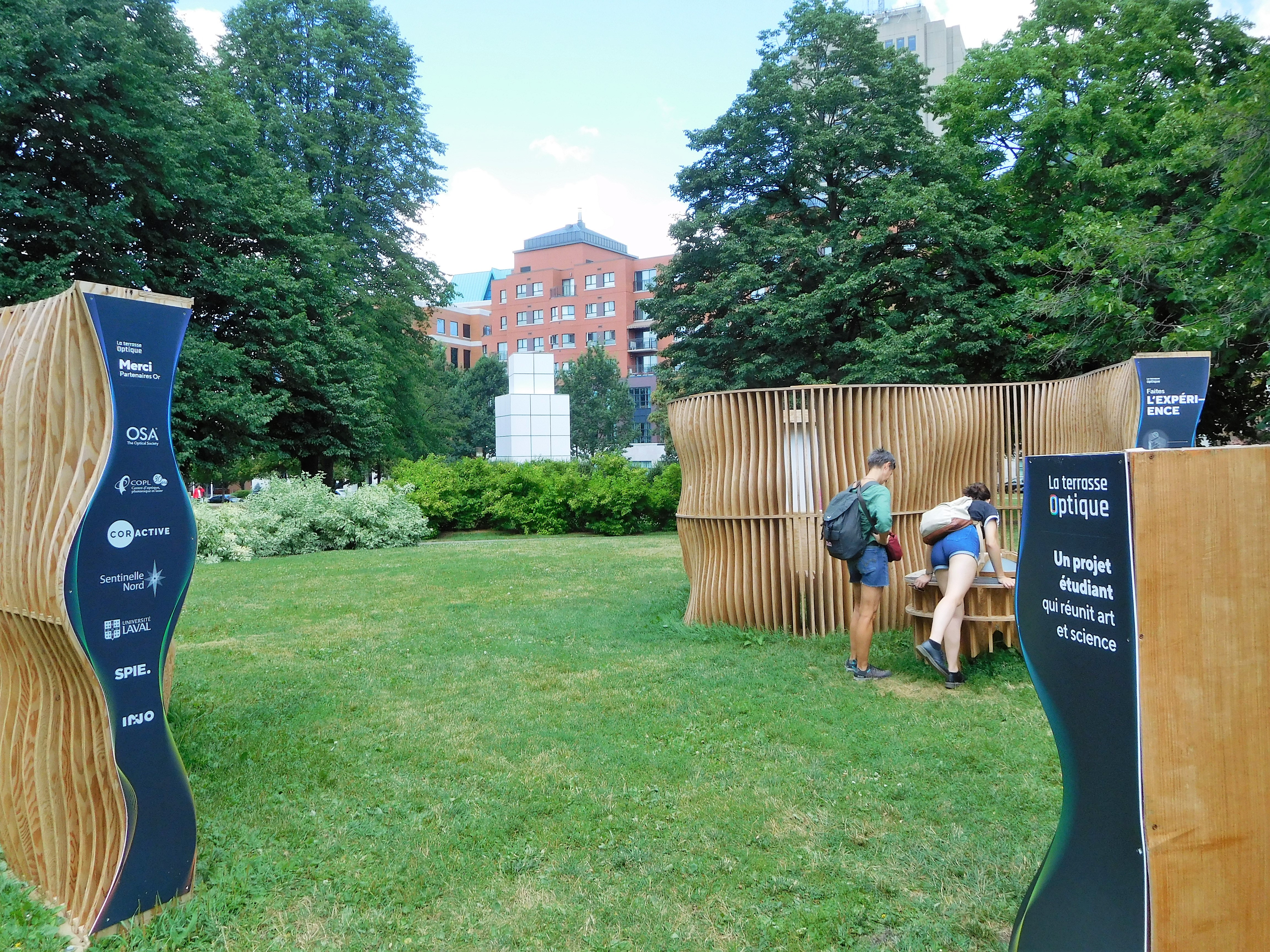
Art public temporaire au parc de l'Amérique-Française.
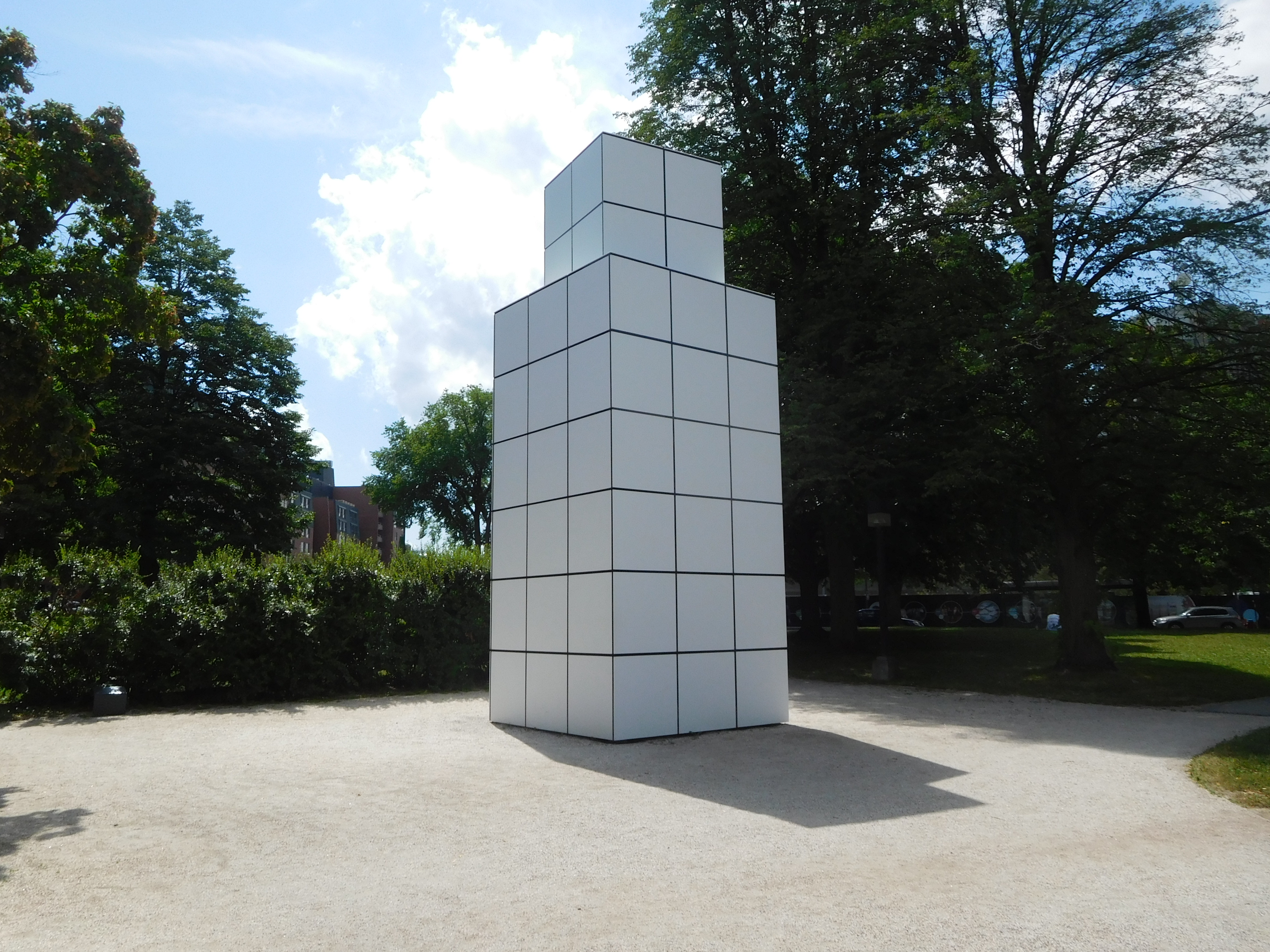
Autoportrait.
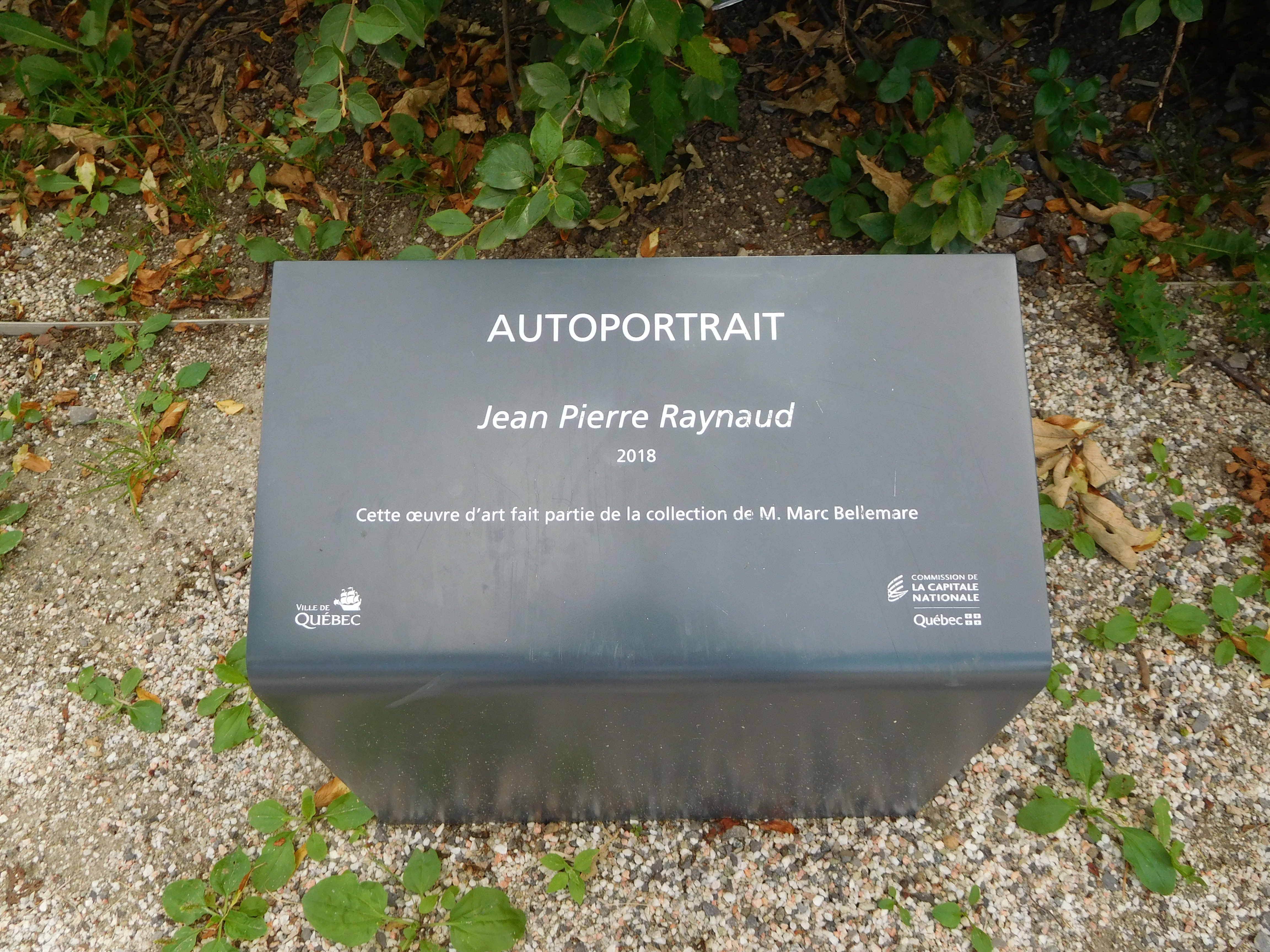
Plaque d'Autoportrait.

## Historique
Le parc est inauguré en 1979. Il porte alors le nom de Parc Claire-Fontaine, du nom d'une fontaine appartenant à Abraham Martin, pionnier de la Nouvelle-France, sur un terrain aujourd'hui partie des Plaines d'Abraham et du quartier Montcalm. La voix qui la borde par l'ouest est renommée en 1987 par la rue de Claire-Fontaine pour la même raison. L'espace était auparavant un terrain de stationnement. Le 13 août 1985, le parc est renommé par René Lévesque, premier ministre québécois de l'époque, en son nom actuel. Le nouveau nom vise à rappeler les différentes communautés francophones qui ont peuplé l'Amérique du Nord, comme les Acadiens. Une plaque commémorative est aussi installée cette année-là,.
En 1996, la Commission de la capitale nationale du Québec rénove le parc pour le rendre plus représentatif d'un milieu central de la ville. Entre 1997 et 1998, une rangée d'arbres est plantée autour du parc. Pendant l'été 2002, l'espace vert en face du parc, du côté du boulevard René-Lévesque, reçoit une œuvre d'art public. Une sculpture en marbre de l'artiste contemporain Jean-Pierre Raynaud, qui avait vu son œuvre d'art public détruit par la ville à la Place de Paris en 2015, est inaugurée au parc de l'Amérique-Française le 7 mai 2018. Le 18 septembre 2014, l'Orchestre symphonique de Québec avait placé des enregistrements de trois pièces interprétées par lui dans le parc, à disposition des citoyens.